# Lights Out in Tokyo
Lights Out in Tokyo , sorti en 1992 est le troisième album live du groupe de hard rock UFO.

## Liste des titres
1. Running Up the Highway (4:41)
2. Borderline (5:33)
3. Too Hot to Handle  (4:10)
4. She's the One  (3:21)
5. Cherry (4:19)
6. Back Door Man  (5:23)
7. One of Those Nights  (4:22)
8. Love to Love  (8:10)
9. Only You Can Rock Me  (4:10)
10. Lights Out (6:31)
11. Doctor Doctor (8:16)
12. Rock Bottom (9:45)
13. Shoot Shoot (4:40)
14. C'mon Everybody (4:31)